# Salischtschyky
Salischtschyky (ukrainisch Заліщики; russisch Залещики Saleschtschiki, polnisch Zaleszczyki, deutsch auch Hinterwalden) ist eine ukrainische Stadt mit knapp 10.000 Einwohnern in der Oblast Ternopil. Sie liegt in einer Schleife des Dnister und ist für ihr mildes Klima berühmt.

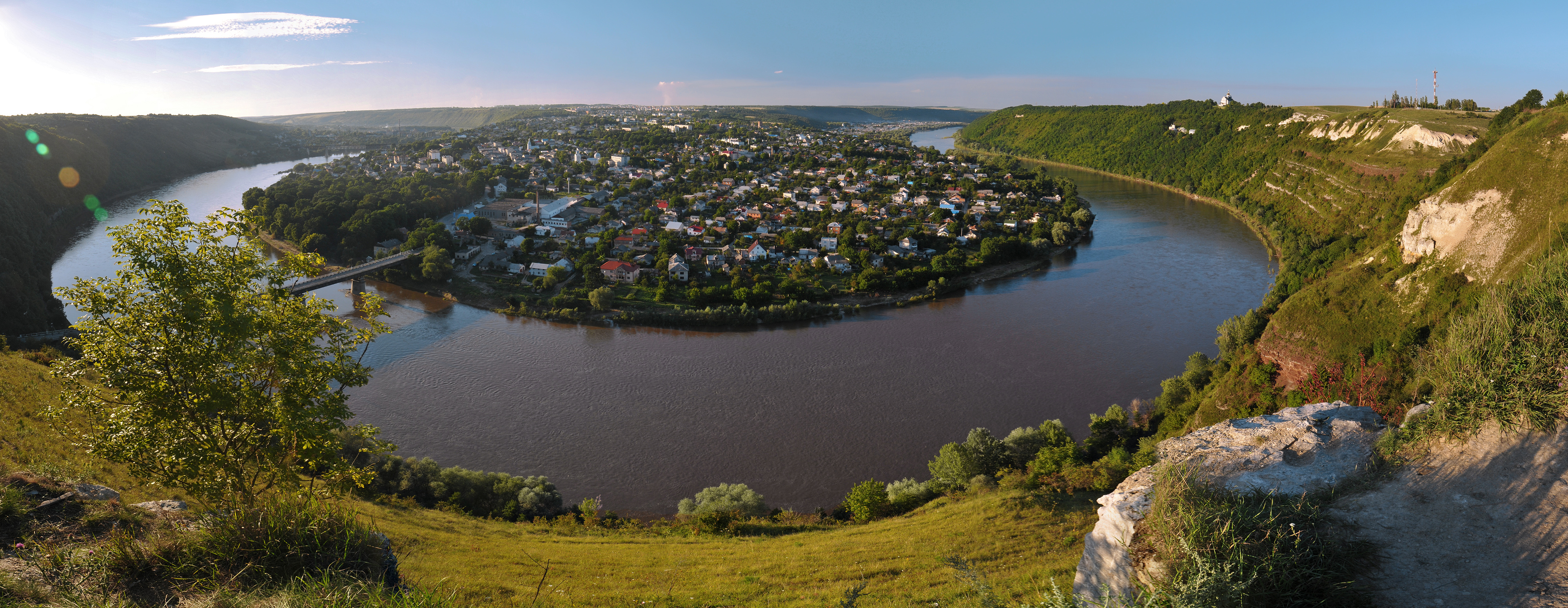
Panoramablick auf Salischtschyky

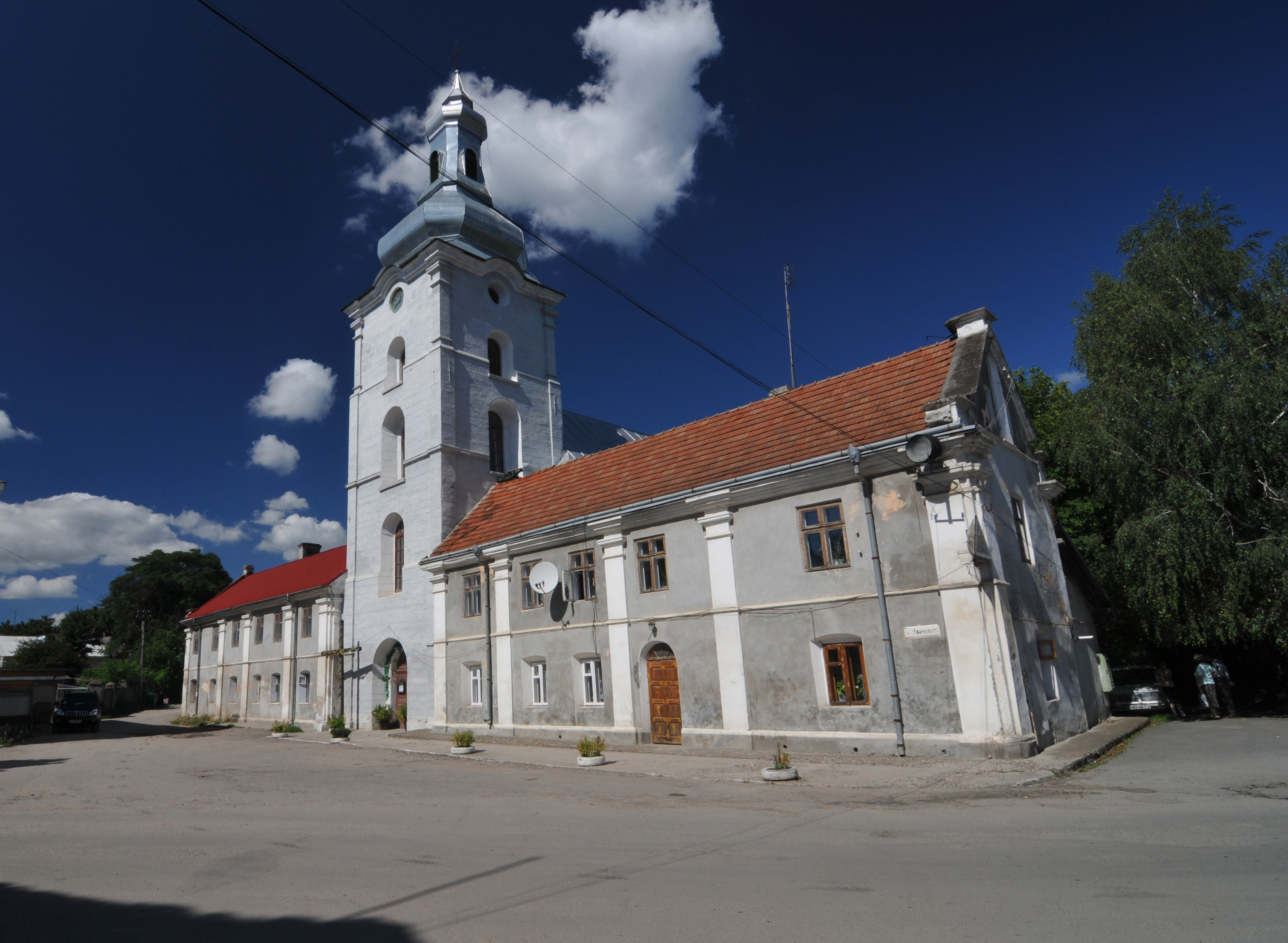
Kirche St. Stanislaw

## Geographie
Salischtschyky liegt südlich der Stadt Tschortkiw und der Bezirkshauptstadt Ternopil. Auf dem gegenüberliegenden Ufer des Dnister befindet sich die Siedlung städtischen Typs Kostryschiwka.

## Geschichte

### Königreich Polen
Zaliszczyki wurde im Jahr 1340 erstmals als Siedlung im Königreich Polen erwähnt. 1569 erfolgte die Zuordnung zur Woiwodschaft Podolien, einer administrativen Einheit der Adelsrepublik Polen-Litauen.
Seit dem späten 17. Jahrhundert gehörte  Zaleszczyki der Adelsfamilie Poniatowski.
Um 1750 siedelten sich auf dem Gebiet des alten Dorfes auf Einladung von Fürst Stanisław Poniatowski Tuchweber aus Schlesien an und nannten die Ortschaft Hinterwalden. 1759 wurde die erste deutsche evangelisch-lutherische Kirchengemeinde in Galizien gebildet. Die Kirche St. Philippi wurde jedoch am anderen Ufer des Dnister im Fürstentum Moldau errichtet, da ein Kirchenbau in Polen für Protestanten nicht möglich war. Erster Pfarrer wurde Johann Jakob Scheidemantel.
In der Nähe des alten Dorfes wurde die Siedlung Neu-Zaleszczyki gegründet. 1754 wurde ihr von König August III. das Recht auf vier Märkte im Jahr gegeben.
Im  Jahr 1766 wurde das Magdeburger Stadtrecht verliehen.

### Österreichische und russische Herrschaft
Mit der Ersten Teilung Polens ging Zaleszczyki 1772 an die Habsburgermonarchie. Es war ab 1854 Sitz der Bezirkshauptmannschaft Zaleszczyki im Kreis Tarnopol im Kronland Königreich Galizien und Lodomerien. Ab 1867 kam noch ein Bezirksgericht dazu.

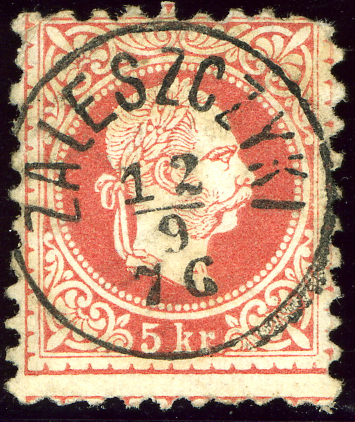
Briefmarke Poststempel von Zaleszczyki, 1876

Von 1810 bis 1815 gehörte es zum Kaiserreich Russland und war Hauptstadt des Bezirks Saleschtschiki im Tarnopoler Kreis.
Im Laufe des 19. Jahrhunderts verloren die Tuchwebermanufakturen an Bedeutung.  Die deutschsprachigen Bewohner verließen den Ort (teilweise nach Kanada) oder assimilierten sich mit der polnisch-ruthenischen Bevölkerung.
1890 waren von 5751 Einwohnern 4513 Juden, 799 Polen, 303 Ruthenen (Ukrainer) und 110 Deutsche.
1898 wurde in Zaleszczyki ein Bahnhof der von der Aktiengesellschaft der ostgalizischen Lokalbahnen betriebenen Lokalbahn Białaczortkowska–Zaleszczyki eröffnet.

### Zwischen den Weltkriegen
Nach dem Zusammenbruch der Donaumonarchie am Ende des Ersten Weltkriegs im November 1918 wurde die Stadt Teil der Westukrainischen Volksrepublik. Im Polnisch-Ukrainischen Krieg besetzte Polen im Juli 1919 auch die letzten Teile der Westukrainischen Volksrepublik. Am 21. November 1919 sprach der Hohe Rat der Pariser Friedenskonferenz Ostgalizien für eine Zeitdauer von 25 Jahren Polen zu.

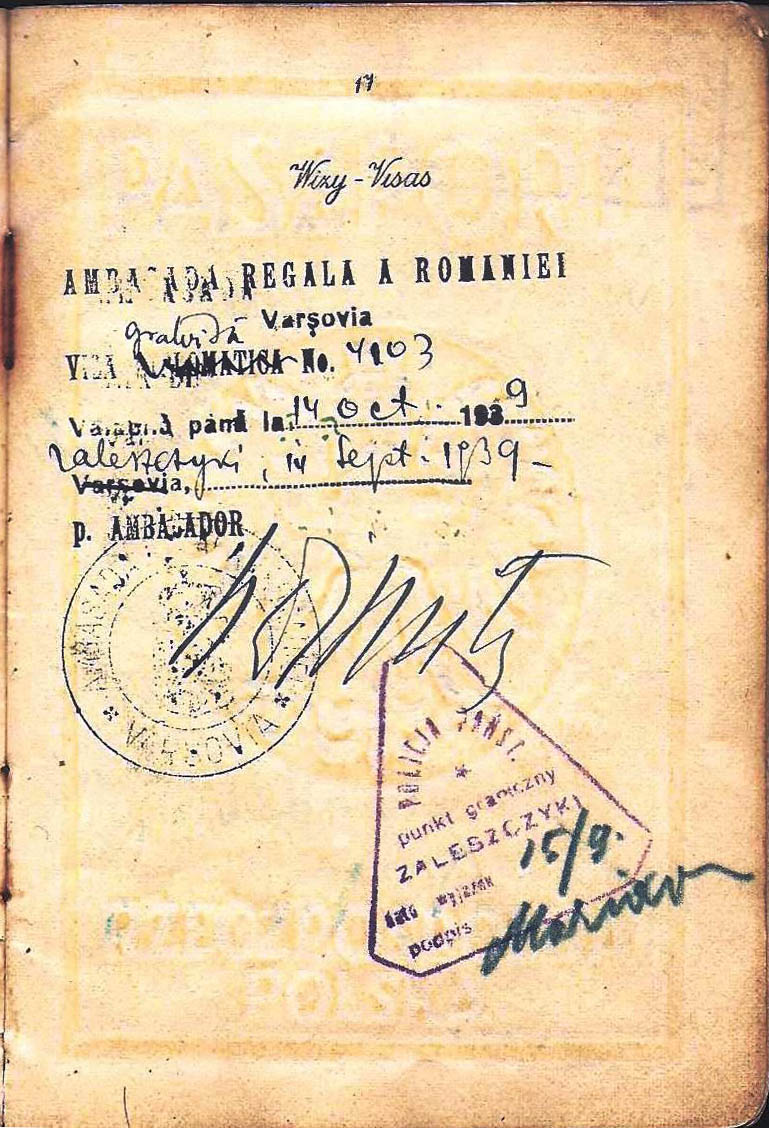
Passstempel aus Zaleszczyki, 15. September 1939

Ab 1919/1921 war die Stadt Teil der Woiwodschaft Tarnopol in der Republik Polen. Zaleszczyki lag nun an der Grenze zu Rumänien. Hier befanden sich Grenzübergänge sowohl im Schienen- als auch im Straßenverkehr. Während der Zwischenkriegszeit entwickelte sich die Stadt zu einem landesweit bekannten Kurort, der für sein mildes Klima, die attraktive landschaftliche Lage und den breiten, zum Baden geeigneten Flussstrand berühmt war. Für den Ort wurde mit den Begriffen „Polnische Riviera“ und „Polnisches Meran“ geworben. Es bestanden Bahnverbindungen mit dem Schnelltriebwagen Luxtorpeda in weitere Städte in ganz Polen. Hier verbrachte unter anderen der Polnische Staatspräsident und Marschall Józef Piłsudski seinen Urlaub. Entlang des Flussufers befanden sich Promenaden und Villen, in der gesamten Stadt bestand eine auf den Fremdenverkehr ausgerichtete Wirtschaft.

### Zweiter Weltkrieg und sowjetische Ära
Am 17. September 1939 wurde Salischtschyky infolge des deutsch-sowjetischen Nichtangriffspaktes und der sowjetischen Besetzung Ostpolens der Ukrainischen Sowjetrepublik der UdSSR angegliedert. 1941 marschierten deutsche Truppen ein und besetzten die Stadt und die Region. Ein Großteil der jüdischen Bewohner der Stadt wurden im Holocaust ermordet. In den Jahren 1943–1945 war die Stadt eine Zuflucht für polnische Bevölkerung aus den umliegenden Dörfer vor den Angriffen der ukrainischen Nationalisten während des Genozids an der polnischen Bevölkerung. 1944 wurde Salischtschyky mit dem Einmarsch der Roten Armee wieder Teil der UdSSR.

### Ukraine
Seit dem Zerfall der Sowjetunion Ende 1991 gehört Salischtschyky zur Ukraine. Von den früheren Fremdenverkehrseinrichtungen und der Promenade sind nur noch geringe Reste erhalten.

## Verwaltungsgliederung
Am 12. Juni 2020 wurde die Stadt zum Zentrum der neugegründeten Stadtgemeinde Salischtschyky (Заліщицька міська громада Salischtschyzka miska hromada), zu dieser zählen auch noch die 29 in der untenstehenden Tabelle aufgelisteten Dörfer, bis dahin bildete sie die gleichnamige Stadtratsgemeinde Salischtschyky (Заліщицька міська рада/Salischtschyzka miska rada) im Südwesten des Rajons Salischtschyky.
Seit dem 17. Juli 2020 ist sie ein Teil des Rajons Tschortkiw.
Folgende Orte sind neben dem Hauptort Salischtschyky Teil der Gemeinde:
| Name                     | Name         | Name                           | Name                                       | Name |
| ukrainisch transkribiert | ukrainisch   | russisch                       | polnisch                                   |      |
| ------------------------ | ------------ | ------------------------------ | ------------------------------------------ | ---- |
| Bedrykiwzi               | Бедриківці   | Бедриковцы (Bedrikowzy)        | Bedrykowce                                 |      |
| Berestok                 | Бересток     | Бересток                       | Berestek                                   |      |
| Blyschtschanka           | Блищанка     | Блищанка (Blischtschanka)      | Błyszczanka                                |      |
| Chartoniwzi              | Хартонівці   | Хартоновцы (Chartonowzy)       | Chartanowce                                |      |
| Dobriwljany              | Добрівляни   | Добровляны (Dobrowljany)       | Dobrowlany                                 |      |
| Dswynjatsch              | Дзвиняч      | Дзвиняч (Dswinjatsch)          | Dźwiniacz                                  |      |
| Duniw                    | Дунів        | Дунев (Dunew)                  | Duninów                                    |      |
| Duplyska                 | Дуплиська    | Дуплиска (Dupliska)            | Dupliska                                   |      |
| Hluschka                 | Глушка       | Глушка (Gluschka)              | Hłuszka                                    |      |
| Holihrady                | Голігради    | Голограды (Gologrady)          | Holihrady                                  |      |
| Horodok                  | Городок      | Городок (Gorodok)              | Gródek                                     |      |
| Iwane-Solote             | Іване-Золоте | Иване-Золотое (Iwane-Solotoje) | Iwanie                                     |      |
| Jakubiwka                | Якубівка     | Якубовка (Jakubowka)           | Jakubówka                                  |      |
| Kasperiwzi               | Касперівці   | Касперовцы (Kasperowzy)        | Kasperowce                                 |      |
| Kolodribka               | Колодрібка   | Колодробка (Kolodrobko)        | Kołodróbka                                 |      |
| Kulakiwzi                | Кулаківці    | Кулаковцы (Kulakowzy)          | Kułakowce                                  |      |
| Lyssytschnyky            | Лисичники    | Лисичники (Lissitschniki)      | Lesieczniki                                |      |
| Nowosilka                | Новосілка    | Новосёлка (Nowosjolka)         | Nowosiółka Kostiukowa                      |      |
| Petschorna               | Печорна      | Печорна                        | Pieczarna                                  |      |
| Schtschytiwzi            | Щитівці      | Щитовцы (Schtschitowzy)        | Szczytowce                                 |      |
| Selenyj Haj              | Зелений Гай  | Зелёный Гай (Seljony Gai)      | Żeżawa                                     |      |
| Sosulynzi                | Зозулинці    | Зозулинцы (Sosulinzy)          | Zazulińce                                  |      |
| Stawky                   | Ставки       | Ставки (Stawki)                | Stawki Uhryńkowskie, Stawki Uhryńkowieckie |      |
| Synkiw                   | Синьків      | Синьков (Sinkow)               | Sińków                                     |      |
| Torske                   | Торське      | Торское (Torskoje)             | Torskie                                    |      |
| Uhrynkiwzi               | Угриньківці  | Угриньковцы (Ugrinkowzy)       | Uhryńkowce                                 |      |
| Wyhoda                   | Вигода       | Выгода (Wygoda)                | Wygoda                                     |      |
| Wynohradne               | Виноградне   | Виноградное (Winogradnoje)     | Kościelniki                                |      |
| Wynjatynzi               | Винятинці    | Винятинцы (Winjatinzy)         | Winiatyńce                                 |      |

## Sehenswürdigkeiten
Sakralbauten

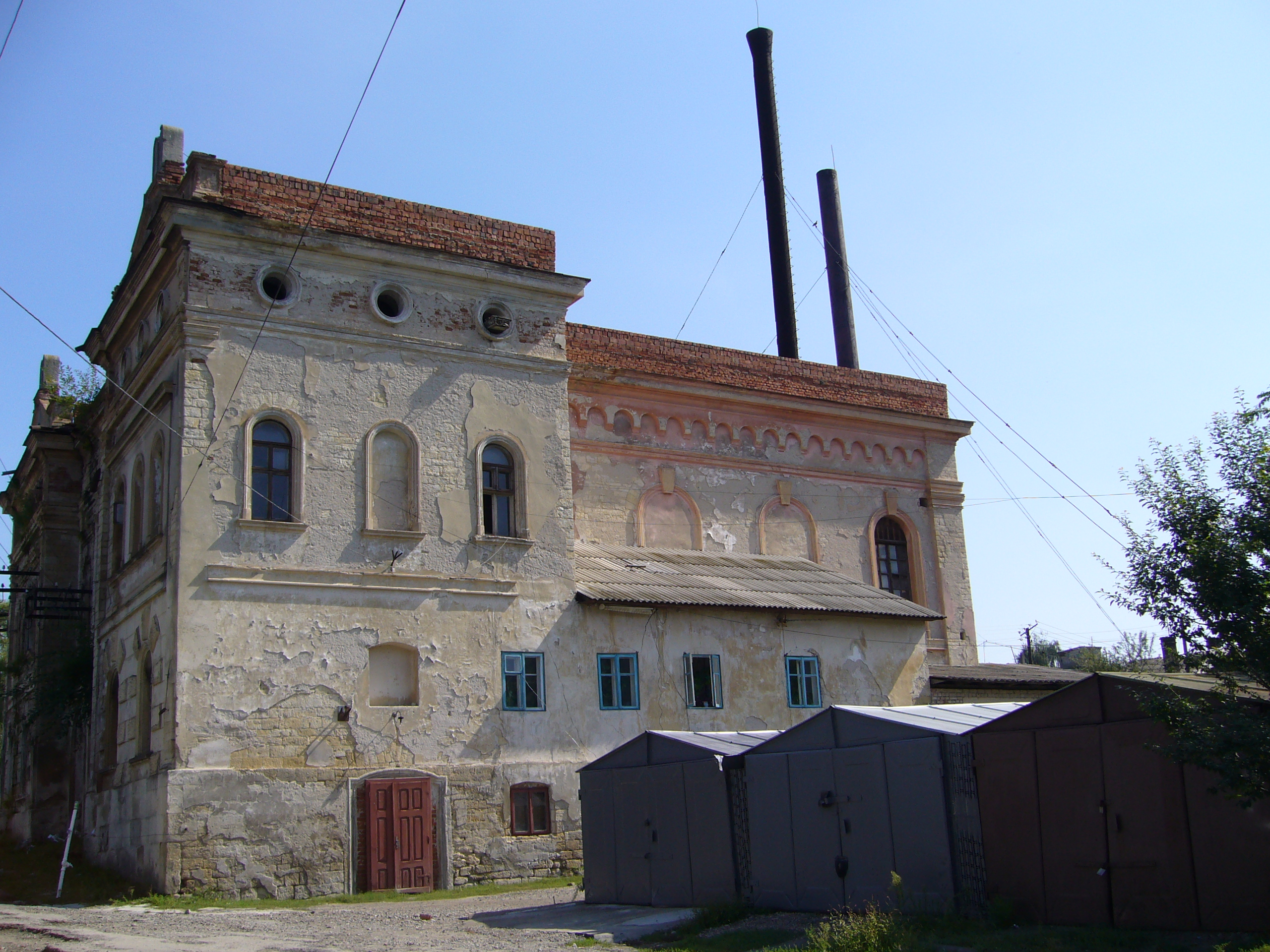
Ehemalige Synagoge

- Kirche St. Stanisław, 1763, römisch-katholisch
- Kirche Mariä Schutz, 1873
- ehemalige Synagoge, 19. Jahrhundert, heute Elektrostation

Profanbauten
- Königliche Kasematten, 18. Jahrhundert
- Palast der Adelsfamilie Poniatowski, spätes 18. Jahrhundert, 1831 umgebaut
- Rathaus, 18. Jahrhundert
- Villa Piłsudski, 20. Jahrhundert, Aufenthaltsort von Józef Piłsudski 1933

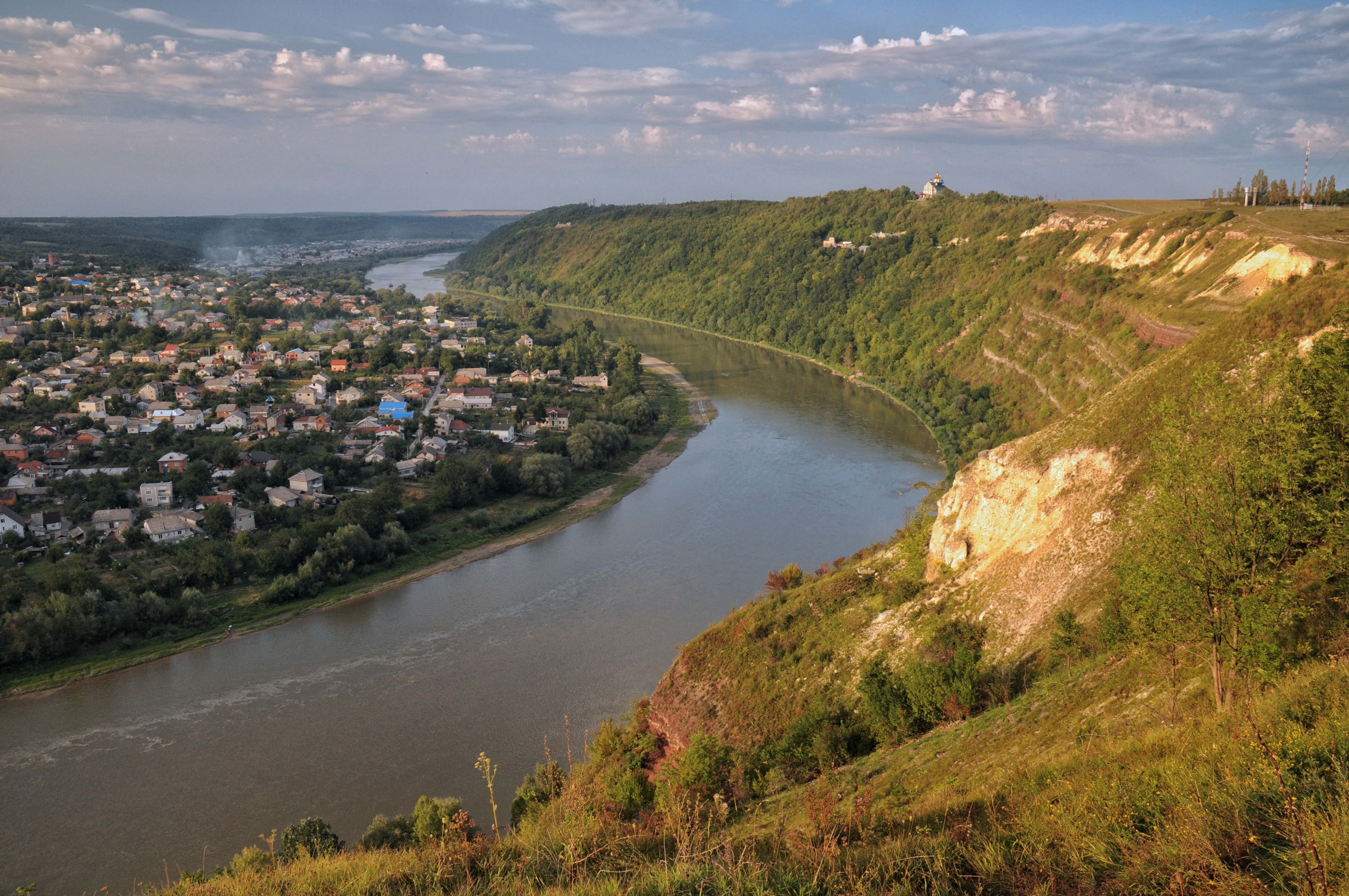
Panoramablick auf Stadt und Dnistercanyon
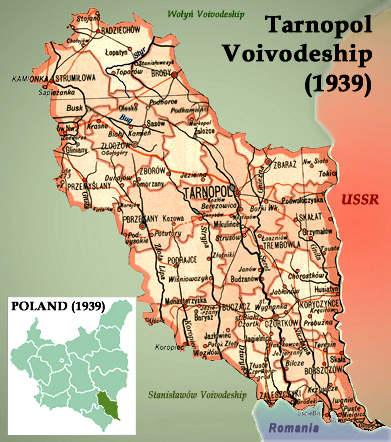
Woiwodschaft Tarnopol bis zum 17. September 1939
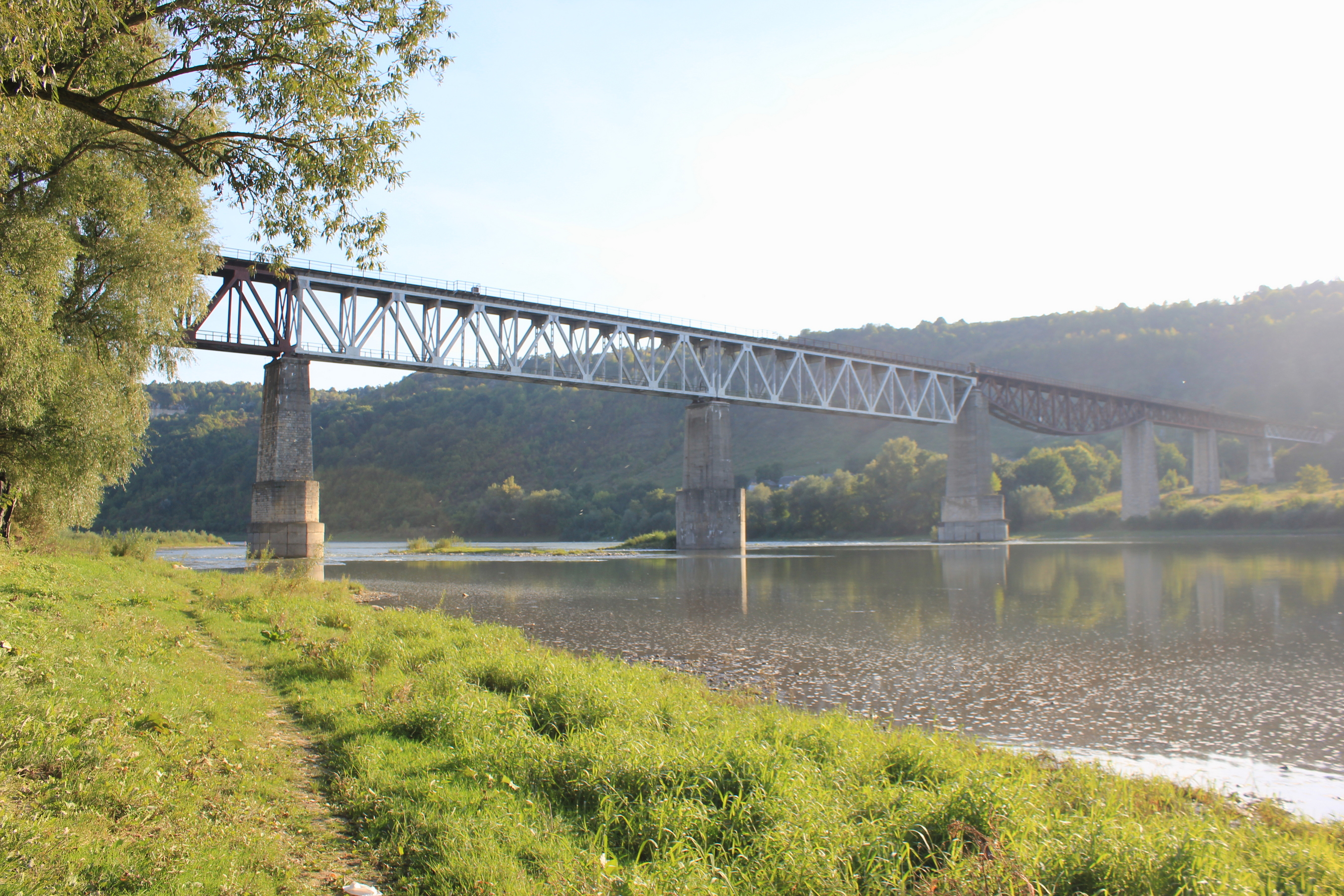
Eisenbahnbrücke über den Dnister

## Persönlichkeiten
- Leopold von Neumann (1811–1888), österreichischer Jurist und Staats- und Völkerrechtslehrer
- Leon Ritter von Biliński (1846–1923), polnischer Politiker, österreichischer und polnischer Finanzminister
- Felician Myrbach (1853–1940), österreichischer Maler
- Marian Alma (1860–1937), polnischer Opernsänger und Schauspieler
- Angela Balka (1875–1904), österreichische Missionsschwester und Märtyrin
- Rachmiel Levine (1910–1998), amerikanischer Mediziner
- Dmytro Firtasch (* 1965), ukrainischer Geschäftsmann, seit 2012 Ehrenbürger der Stadt
- Iryna Wikyrtschak (* 1988), Schriftstellerin, Dichterin und Kulturmanagerin